# II. Jaropolk kijevi nagyfejedelem
II. Jaropolk (oroszul: Яропо́лк II Влади́мирович), (1082 – 1139. február 18.) kijevi nagyfejedelem 1132-től haláláig.

## Ifjúsága
Édesapja Vlagyimir Monomah volt, anyja pedig az angolszász Wessexi Gitta. Feltehetően Csernyigovban született, apja akkor ott volt részfejedelem. 1103-ban a 21 éves herceg részt vett a kunok elleni hadjáratban. Vlagyimir Monomah 1113-ban lett nagyfejedelem, a következő évben Jaropolkot perejaszlavli fejedelemmé tette. Perejaszlavl a Kijevi Rusz déli határán feküdt, közvetlenül határos volt a kunokkal, így Jaropolk sokat hadakozott a nomádokkal. 1116-ban elkísérte apját annak Minszk elleni hadjáratára. A krónikák szerint ekkor Druck város lakosságát áttelepítette a saját fejedelemségébe. Amikor 1125-ben apja meghalt és bátyja, Msztyiszláv lett a nagyfejedelem, a kunok rátámadtak Perejaszlavlra, ám Jaropolk sikeresen visszaverte őket. 

## A széteső Rusz nagyfejedelmeként
Msztyiszláv 1132-ben halt meg és a trónon a 49 éves Jaropolk követte. Bár kétségkívül bátor harcos volt, politikai ügyekben túlságosan óvatosnak, és döntésképtelennek bizonyult és nem tudta megakadályozni a fejedelmek függetlenségi törekvéseit. Az első krízis saját korábbi székhelye, Perejaszlavl kapcsán robbant ki. A szokásjog alapján a várost a család nagyfejedelem után legidősebb tagjának adták, aki ebben az esetben Jaropolk öccse, Vjacseszláv lett volna. Ő azonban - feltehetően Msztyiszlávval való megegyezése következtében, aminek uralkodói székét is köszönhette - Msztyiszláv legidősebb fiának, Vszevolodnak adományozta. Fiatalabb fivérei ezt annak jeleként értelmezték, hogy ki akarja őket zárni az örökösödésből a Msztyiszlavicsok javára és Jurij öccse elűzte Vszevolodot Perejaszlavlból. A nagyfejedelem erre Msztyiszláv másik fiát, Izjaszlávot vezényelte át Polockból, ám ez hibás lépésnek bizonyult, a nemrég meghódított Polock fellázadt és a régi dinasztiájából származó herceg vette át a hatalmat, kiszakadva ezzel Kijev fennhatósága alól. Ráadásul Jurijnak ez a megoldás sem tetszett és kierőszakolta, hogy Vjacseszláv kapja meg a fejedelemséget, régebbi birtokát, Turovot pedig átadta Izjaszlávnak.
Vjacseszlávnak azonban nem tetszett új birtoka, amely minden Dnyeper-menti kun betörés útjában volt és 1134-ben visszavette Turovot. A helyzet rendezésére tett újabb próbálkozással, Jaropolk ezúttal Jurijnak adta Perejaszlavlt és felszólította, hogy régi fejedelemségét, Rosztovot adja át Izjaszlávnak; ő azonban annak nagyobbik részét megtartotta. A feldühödött Izjaszláv Vszevolod fivéréhez utazott Novgorodba és vele együtt szövetségre lépett a Rurikovicsok csernyigovi ágával, akik addig nem jöhettek szóba mint az uralkodói szék várományosai és ezen a helyzeten szívesen változtattak volna. Kitört a háború.
Bár 1134 végén Jaropolk sikeresen megbékítette Izjaszlávot a volhíniai fejedelemséggel, a csernyigoviakkal és kun szövetségeseikkel folytatódtak a harcok és utóbbiak feldúlták Kijev környékét. 1135-ben Jaropolk vereséget szenvedett Vszevolod csernyigovi hercegtől és kénytelen volt átadni neki Kurszkot. 1136-ban a novgorodiak kihasználták a központi hatalom meggyengülését, a bojárok és a polgárság elűzte a helyi fejedelmet és elszakadtak Kijevtől.
1138-ban a két tábor közötti ellenségeskedés kiújult, Jaropolk ezúttal Vak Béla magyar királytól is jelentős, 30 ezer fős segítséget kapott. Csernyigovot megostromolták, fejedelme pedig kénytelen volt békét kérni. Jaropolk még viszonozta a magyar segítséget a Béla király ellen lázadók leverésében, de röviddel utána, 1139. február 18-án, 57 éves korában meghalt. Utóda a trónon öccse, Vjacseszláv lett.

## Családja
Jaropolk Vlagyimirovics 1116-ban vette feleségül az alán Jelenát, akitől egy fia született: 
- Vaszilkó

## Fordítás
- Ez a szócikk részben vagy egészben  a(z)   Ярополк Владимирович című orosz Wikipédia-szócikk ezen változatának fordításán alapul.  Az eredeti cikk szerkesztőit annak laptörténete sorolja fel. Ez a jelzés csupán a megfogalmazás eredetét és a szerzői jogokat jelzi, nem szolgál a cikkben szereplő információk forrásmegjelöléseként.